# Crow Dog

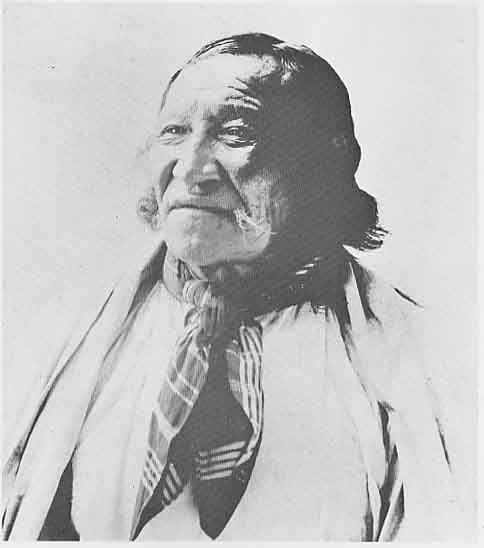
Crow Dog, Brule-Dakota

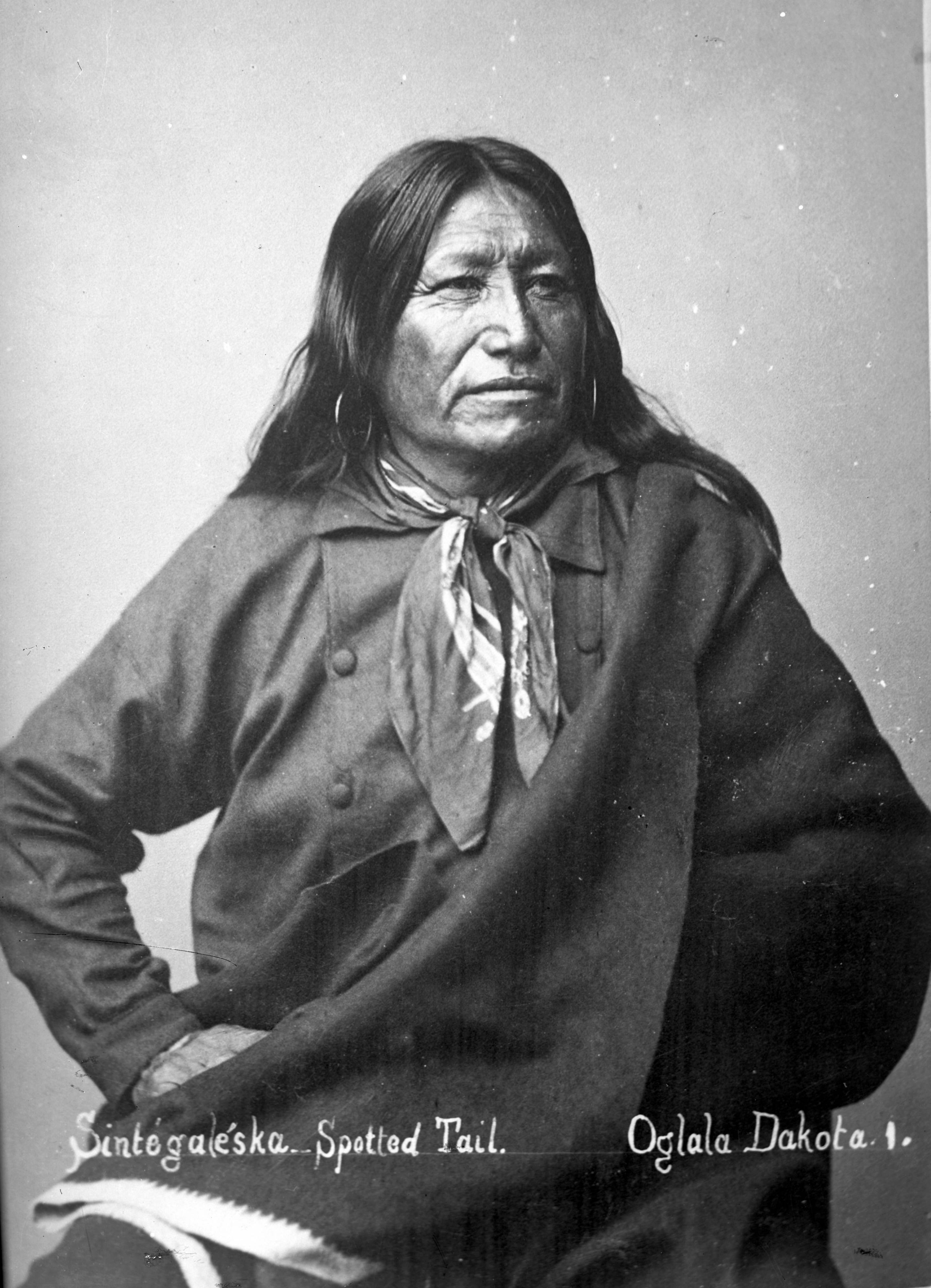
Spotted Tail

Crow Dog (Lakota Kȟaŋǧí Šúŋka ‚Krähenhund‘; wahrscheinlich * 1834; † 1911) war ein Mitglied des Stammes der Brulé. Crow Dog erlangte Bekanntheit durch den Mord an dem Häuptling der Brulé Spotted Tail (Lakota Siŋté Glešká), das anschließende Todesurteil und die Begnadigung durch die US-Behörden.

## Leben
Crow Dog wurde in eine Familie angesehener Krieger geboren und war selbst ein geachteter Krieger, bevor er in die Indianerreservation zog. Spätestens dort scheint er ein Rivale des Häuptlings Spotted Tail geworden zu sein. Er befand sich 1877 in Fort Robinson, als dort Crazy Horse getötet wurde. Er half, seine Stammesangehörigen zu beruhigen und von Racheakten abzuhalten.
Etwa von 1878 bis 1882 war er Chef der Indianerpolizei in der Rosebud-Agentur. 1880 gelang es ihm, Spotted Tail vor den Stammesrat zu bringen, wo dieser zu Gerüchten Stellung nehmen sollte, er verkaufe an eine Eisenbahngesellschaft stammeseigenes Land und bereichere sich daran persönlich. Im Juli 1880 stritt Spotted Tail alle Anschuldigungen ab und der Rat beschloss gegen die Stimme von Crow Dog, Spotted Tail weiterhin als obersten Häuptling der Brulé-Lakota anzuerkennen.
Die Situation spitzte sich zu und am 5. August 1881 erschoss Crow Dog seinen Rivalen Spotted Tail. Hollow Horn Bear, der als Captain der Indianerpolizei diente, nahm Crow Dog fest. Da sich Spotted Tails Familie zur Annahme eines Blutgeldes bereit erklärte, war die Angelegenheit aus Sicht der Lakota erledigt.

## Verhandlung
Die kaltblütige Tötung von Spotted Tail hat jedoch viele im Territorium lebende US-Amerikaner empört, worauf Crow Dog vor ein Gericht gestellt und wegen Mordes zum Tode verurteilt wurde. Der Oberste Gerichtshof der USA hob das Urteil jedoch 1883 auf, da die Rechtsprechung in den Reservationen nicht den US-Behörden zustand. Crow Dog wurde freigelassen. Als Folge dieser Entscheidung wurde eine gesetzliche Regelung geschaffen, die ab 1885 die Rechtsprechung über Schwerverbrechen der US-Hoheit unterstellte, den Indian Appropriations Act bzw. Major Crimes Act.
1889 unterzeichnete Crow Dog neben vielen anderen den Vertrag zur Aufteilung der großen Sioux-Reservation in mehrere Einzelgebiete, was mit erheblichen Landabtretungen verbunden war. Wenig später war er Anhänger der Geistertanzbewegung und protestierte gegen die Besetzung der Reservation durch das Militär. Er flüchtete im November 1890 mit Two Strike und anderen in die Badlands, war aber nach Gesprächen mit der Armee bereit, aufzugeben und ging zur Agentur zurück. Seine letzten beiden Lebensjahrzehnte auf dem Gebiet der Rosebud-Reservation verliefen ruhig.